# Jet Market
Jet Market — итальянская хардкор-панк-группа из города Рим, основана в 1998 году. Текущий состав группы: Алекс (ударные), Роберто (вокал и гитара), Джакомо (вокал и бас-гитара) и Агостино (гитара).
Группа выпустила 3 студийных альбома, один из которых не был выпущен на каком-либо лейбле (D.I.Y.), один EP, а также два демоальбома. При создании коллектива было решено назвать группу Deafening Silence. Но в 2001 году название изменили на Jet Market, в связи с изменением направления и вкусов команды.

## Дискография
1. 7 Songs (демо, 2002)[2]
2. Everyday Casualties (самиздат, 2002)[3]
3. Freedom Slaves (EP, 2003)[2]
4. The Reverse of the Medal (Indelirium, 2006)[1]
5. Perdition (NerdSound, 2008)[4]
6. The Sky Will Cry Fire (мини-альбом (Extended Play), 2010)[5]
7. Jet Market, Burning Fiction & Part Time Killer (Split, 2010)[6]
8. Sparks Against Darkness (Long Play, 2011) [7]